# Dia do Estado
Dia do Estado (em esloveno:  Dan državnosti) é um feriado que ocorre todo dia 25 de junho na Eslovênia para comemorar a declaração de independência do país da Iugoslávia em 1991. Embora a declaração formal de independência não tenha ocorrido até 26 de junho de 1991, o Dia do Estado é considerado 25 de junho, pois foi a data em que os atos iniciais de independência foram aprovados e a Eslovênia se tornou independente. A declaração da Eslovênia deu início à Guerra dos Dez Dias com a Iugoslávia, que acabou vencendo.
O Dia do Estado não deve ser confundido com o Dia da Independência e da Unidade da Eslovênia, que é celebrado todos os anos a 26 de dezembro em honra da proclamação oficial de 26 de dezembro de 1990 dos resultados do plebiscito realizado três dias antes, no qual 88,5% de todos os eleitores eslovenos estavam em favor da Eslovênia tornar-se uma nação soberana.